# 海老坂武
海老坂 武（えびさか たけし、1934年12月7日 - ）は、日本のフランス文学者、評論家。

## 来歴・人物
東京・大森生まれ。 東京都立小山台高等学校を経て東京大学入学。在学中は東京大学運動会硬式野球部に所属し、一番打者・遊撃手を務め1956年秋リーグ戦の東大通算100勝に貢献した。シーズンによっては同世代の長嶋茂雄よりも海老坂の方が打率成績が良かった。俊足選手であり、1957年春リーグ戦の対明大2回戦では、東大野球部の1試合最多盗塁記録4個をマークした。1959年、東京大学文学部仏文科卒業。1963年から2年間フランスに留学。1966年、同大学院博士課程単位取得退学、同年より一橋大学勤務、のち教授。1996年、定年退官ののち、関西学院大学文学部教授。2003年退職。退職後は東京と芦屋、那覇、パリを行き来しながら執筆と翻訳に専念。
ジャン＝ポール・サルトル、フランツ・ファノンなどを専攻し、翻訳や評論活動をおこなう。また1986年、独身生活を勧めた『シングル・ライフ』がベストセラーとなる。
2022年、鈴木道彦他との翻訳のジャン＝ポール・サルトル『家の馬鹿息子 ギュスターヴ・フローベール論』全5巻が日本翻訳出版文化賞受賞。　

## 著書
- 『否認の言語へのノート』（晶文社） 1971
- 『パリ - ボナパルト街』（晶文社） 1975、ちくま文庫 1990
- 『パリの路上から - ノートルダムでもなくセーヌでもなく』（河出書房新社） 1978
- 『フランツ・ファノン』（講談社、人類の知的遺産78） 1981
- 『戦後思想の模索 - 森有正、加藤周一を読む』（みすず書房） 1981
- 『雑種文化のアイデンティティ - 林達夫、鶴見俊輔を読む』（みすず書房） 1986
- 『シングル・ライフ - 女と男の解放学』（中央公論社） 1986、中公文庫 1988
- 『私の"パートナー"へ - シングル人間の位置から』（筑摩書房） 1987
- 『コンテスタシオン - <個>のスタイルへ向けて』（筑摩書房） 1988
- 『男という好奇心』（筑摩書房） 1989
- 『パリからの旅 1989～1991 - いま、ヨーロッパは』（中公新書） 1992
- 『思想の冬の時代に - <東欧>、<湾岸>そして民主主義』（岩波書店） 1992
- 『ヨーロッパ新空間 - プロヴァンスからアイルランドまで』（人文書院） 1994
- 『女と男の未来形』（ブロンズ新社） 1994
- 『記憶よ、語れ』（筑摩書房） 1995
- 『中年は恋愛の適齢期』（講談社） 1998
- 『新・シングルライフ』（集英社新書） 2000
- 『現代フランス恋愛小説講座』（関西学院大学出版会） 2000
- 『〈戦後〉が若かった頃』（岩波書店） 2002
- 『かくも激しき希望の歳月 1966～1972』（岩波書店） 2004
- 『サルトル - 「人間」の思想の可能性』（岩波新書） 2005
- 『フランツ・ファノン』（みすず書房） 2006
- 『祖国より一人の友を』（岩波書店） 2007
- 『戦後文学は生きている』（講談社現代新書） 2012
- 『加藤周一 - 二十世紀を問う』（岩波新書） 2013
- 『人生を正しく享受するために - 新＜人生論＞ノート』（朝日新書） 2014
- 『自由に老いる - おひとりさまのあした』（さくら舎） 2015
- 『戦争文化と愛国心 - 非戦を考える』（みすず書房） 2018
- 『海老坂武のかんたんフランス料理 - シングルライフ、84歳のおもてなし』（編集グループSURE） 2019
- 『生きるということ　モンテーニュとの対話』（みすず書房） 2024

### 共著編
- 『サルトルとその時代 - 綜合著作年譜』（鈴木道彦、浦野衣子共著、人文書院） 1971
- 『パリと北京』（岸陽子共著、玉川大学出版部） 1981
- 『この時代のひとり歩き』（鶴見俊輔共著、編集グループSURE） 2008
- 『サルトル 実存主義とは何か』（NHK出版：100分de名著） 2015.11、改訂新版 2020。放送テキスト

## 翻訳
- 『番犬たち』（ポール・ニザン、「著作集2」晶文社） 1967
- 『学生革命 - 五月革命の思想と行動』（ダニエル・コーン＝バンディ他、人文書院） 1968
- 『黒い皮膚、白い仮面』（フランツ・ファノン、加藤晴久共訳、みすず書房） 1968、新装版2020ほか
- 『左翼急進主義 - 共産主義の老人病にたいする療法』（ダニエル&ガブリエル・コーン=ベンディット、朝比奈誼共訳、河出書房新社） 1969
- 『眠る男』（ジョルジュ・ペレック、晶文社） 1970、水声社 2016
- 『もう一人のサルトル』（フランシス・ジャンソン、晶文社） 1971
- 『危機の知識人』（ポール・ニザン、「著作集8」晶文社） 1974
- 『意味と無意味』（モーリス・メルロ＝ポンティ、滝浦静雄, 粟津則雄, 木田元共訳、みすず書房） 1983
- 『別れの儀式』（シモーヌ・ド・ボーヴォワール、朝吹三吉, 二宮フサ共訳、人文書院） 1984
- 『革命の社会学』（フランツ・ファノン、宮ヶ谷徳三, 花輪莞爾共訳、みすず書房）「著作集」1984、新装版2008
- 『影の娘 - サルトルとの二十年』（リリアーヌ・シエジェ、西陽子共訳、人文書院） 1990
- 『恋する虜 - パレスチナへの旅』（ジャン・ジュネ、鵜飼哲共訳、人文書院） 1994
- 『政治と弁証法』（モーリス・メルロ＝ポンティ、木田元共訳、みすず書房） 2002
- 『狂気の愛』（アンドレ・ブルトン、光文社古典新訳文庫） 2008

### サルトル
- 『否認の思想 - ’68年5月のフランスと8月のチェコ』（サルトル、共訳、人文書院） 1969
- 『反逆は正しい - 自由についての討論』1 - 2（サルトル, フィリップ・ガヴィ, ピエール・ヴィクトール、鈴木道彦, 山本顕一共訳、人文書院） 1975
- 『サルトル 自身を語る』（サルトル、人文書院） 1977
- 『家の馬鹿息子 ギュスターヴ・フローベール論(1821年より1857年まで) 1』（サルトル、平井啓之, 鈴木道彦, 蓮實重彦共訳、人文書院） 1982
- 『奇妙な戦争 - 戦中日記 Novembre1939-Mars1940』（サルトル、石崎晴己, 西永良成共訳、人文書院） 1985
- 『ボーヴォワールへの手紙 サルトル書簡集Ⅱ』（二宮フサ, 西永良成共訳、人文書院） 1988
- 『家の馬鹿息子 ギュスターヴ・フローベール論(1821年より1857年まで) 2』（サルトル、平井, 鈴木, 蓮實共訳、人文書院） 1989
- 『文学とは何か 改訂新装版』（サルトル、加藤周一, 白井健三郎共訳、人文書院） 1998
- 『植民地の問題』（サルトル、鈴木道彦共訳、人文書院） 2000
- 『家の馬鹿息子 ギュスターヴ・フローベール論(1821年より1857年まで) 3』（サルトル、平井, 鈴木, 蓮實共訳、人文書院） 2006
- 『自由への道』全6巻（サルトル、澤田直共訳、岩波文庫） 2009-2011
- 『いまこそ、希望を』（サルトル, 聞き手ベニ・レヴィ、光文社古典新訳文庫） 2019